# Leming amurski
Leming amurski (Lemmus amurensis) – gatunek ssaka z podrodziny karczowników (Arvicolinae) w obrębie rodziny chomikowatych (Cricetidae).

## Zasięg występowania
Leming amurski występuje od wschodniego Zabajkala i rzeki Amur na wschód wzdłuż Morza Ochockiego i na południowe rozciąga się przez Góry Wierchojańskie i Góry Czerskiego po Góry Kołymskie (Rosja).

## Taksonomia
Gatunek po raz pierwszy zgodnie z zasadami nazewnictwa binominalnego opisał w 1924 roku rosyjski zoolog Borys Winogradow nadając mu nazwę Lemmus amurensis. Holotyp pochodził z Pikan, nad rzeką Zeja, dopływem rzeki Amur na Syberii, w Rosji. 
Badania genetyczne wskazują na jego odrębność od leminga nearktycznego i brunatnego. Autorzy Illustrated Checklist of the Mammals of the World uznają ten takson za gatunek monotypowy.

### Etymologia
- Lemmus: norw. lemming „leming”[7].
- amurensis: Amur, południowo-wschodnia Syberia[8].

## Morfologia
Długość ciała (bez ogona) 86–119 mm, długość ogona 9,6–14,7 mm; masa ciała 16,2–51 g. 

## Biologia
Zwierzęta te zamieszkują lasy modrzewiowe, najczęściej w pobliżu bagien. Na Kamczatce zamieszkuje zbocza wulkanu Uzon i na zachodnim wybrzeżu półwyspu. Żywi się głównie mchami. 
Samice rocznie wydają na świat 2-4 mioty; nie stwierdzono, by rozmnażały się pod pokrywą śnieżną. Młode samice rodzą 3-6 młodych, starsze, które przeżyły zimę od 5 do 9.

## Populacja
Gatunek ten jest dość rzadki, ale ma na duży zasięg występowania i nie wykazuje wahań populacji częstych u innych lemingów. Jest uznawany za gatunek najmniejszej troski.